# Larry Nance
Larry Donnell Nance (Anderson, 12 febbraio 1959) è un ex cestista statunitense, professionista nella NBA.
Ha un figlio, Larry jr. anch'egli cestista.

## Carriera
Venne selezionato dai Phoenix Suns al primo giro del Draft NBA 1981 (20ª scelta assoluta).

## Statistiche

### NBA

#### Regular season
| Anno      | Squadra             | PG  | PT  | MP   | TC%  | 3P%  | TL%  | RP  | AP  | PRP | SP  | PP   |
| --------- | ------------------- | --- | --- | ---- | ---- | ---- | ---- | --- | --- | --- | --- | ---- |
| 1981-1982 | Phoenix Suns        | 80  | 0   | 14,8 | 52,1 | 0,0  | 64,1 | 3,2 | 1,0 | 0,5 | 0,9 | 6,6  |
| 1982-1983 | Phoenix Suns        | 82  | 82  | 35,5 | 55,0 | 33,3 | 67,2 | 8,7 | 2,4 | 1,2 | 2,6 | 16,7 |
| 1983-1984 | Phoenix Suns        | 82  | 82  | 35,4 | 57,6 | 0,0  | 70,7 | 8,3 | 2,6 | 1,0 | 2,1 | 17,7 |
| 1984-1985 | Phoenix Suns        | 61  | 55  | 36,1 | 58,7 | 50,0 | 70,9 | 8,8 | 2,6 | 1,4 | 1,7 | 19,9 |
| 1985-1986 | Phoenix Suns        | 73  | 69  | 34,0 | 58,1 | 0,0  | 69,8 | 8,5 | 3,3 | 1,0 | 1,8 | 20,2 |
| 1986-1987 | Phoenix Suns        | 69  | 67  | 37,2 | 55,1 | 20,0 | 77,3 | 8,7 | 3,4 | 1,2 | 2,1 | 22,5 |
| 1987-1988 | Phoenix Suns        | 40  | 34  | 36,9 | 53,1 | 40,0 | 75,1 | 9,9 | 3,1 | 1,1 | 2,4 | 21,1 |
| 1987-1988 | Cleveland Cavaliers | 27  | 26  | 33,6 | 52,6 | 0,0  | 83,0 | 7,9 | 3,1 | 0,7 | 2,3 | 16,2 |
| 1988-1989 | Cleveland Cavaliers | 73  | 72  | 34,6 | 53,9 | 0,0  | 79,9 | 8,0 | 2,2 | 0,8 | 2,8 | 17,2 |
| 1989-1990 | Cleveland Cavaliers | 62  | 53  | 33,3 | 51,1 | 100  | 77,8 | 8,3 | 2,6 | 0,9 | 2,0 | 16,3 |
| 1990-1991 | Cleveland Cavaliers | 80  | 78  | 36,6 | 52,4 | 25,0 | 80,3 | 8,6 | 3,0 | 0,8 | 2,5 | 19,2 |
| 1991-1992 | Cleveland Cavaliers | 81  | 81  | 35,6 | 53,9 | 0,0  | 82,2 | 8,3 | 2,9 | 1,0 | 3,0 | 17,0 |
| 1992-1993 | Cleveland Cavaliers | 77  | 77  | 35,8 | 54,9 | 0,0  | 81,8 | 8,7 | 2,9 | 0,7 | 2,6 | 16,5 |
| 1993-1994 | Cleveland Cavaliers | 33  | 19  | 27,5 | 48,7 | -    | 75,3 | 6,9 | 1,5 | 0,8 | 1,7 | 11,2 |
| Carriera  | Carriera            | 920 | 795 | 33,4 | 54,6 | 14,5 | 75,5 | 8,0 | 2,6 | 0,9 | 2,2 | 17,1 |

#### Play-off
| Anno     | Squadra             | PG | PT | MP   | TC%  | 3P% | TL%  | RP  | AP  | PRP | SP  | PP   |
| -------- | ------------------- | -- | -- | ---- | ---- | --- | ---- | --- | --- | --- | --- | ---- |
| 1982     | Phoenix Suns        | 7  | -  | 18,3 | 61,0 | -   | 50,0 | 4,6 | 1,0 | 1,4 | 1,6 | 7,7  |
| 1983     | Phoenix Suns        | 3  | -  | 34,3 | 40,0 | -   | 80,0 | 8,3 | 1,0 | 1,0 | 2,0 | 12,0 |
| 1984     | Phoenix Suns        | 17 | -  | 37,2 | 59,0 | -   | 67,1 | 8,7 | 2,4 | 0,9 | 2,0 | 16,9 |
| 1988     | Cleveland Cavaliers | 5  | 5  | 40,0 | 53,1 | -   | 88,9 | 7,2 | 3,6 | 0,4 | 2,2 | 16,8 |
| 1989     | Cleveland Cavaliers | 5  | 5  | 39,0 | 55,1 | -   | 65,6 | 7,8 | 3,2 | 0,6 | 2,4 | 19,4 |
| 1990     | Cleveland Cavaliers | 5  | 5  | 31,8 | 57,8 | -   | 75,0 | 4,8 | 2,4 | 0,6 | 2,0 | 12,2 |
| 1992     | Cleveland Cavaliers | 17 | 17 | 40,1 | 49,4 | 0,0 | 82,9 | 9,2 | 2,5 | 0,8 | 2,7 | 18,0 |
| 1993     | Cleveland Cavaliers | 9  | 9  | 36,6 | 56,5 | -   | 76,7 | 8,2 | 2,3 | 0,9 | 1,6 | 16,1 |
| Carriera | Carriera            | 68 | 41 | 35,7 | 54,1 | 0,0 | 74,2 | 7,9 | 2,4 | 0,9 | 2,1 | 15,7 |

## Palmarès
- NBA All-Defensive First Team (1989)
- 2 volte NBA All-Defensive Second Team (1992, 1993)
- 3 volte NBA All-Star (1985, 1989, 1993)
- Ventesimo miglior stoppatore di sempre NBA